# Francescas
Francescas település Franciaországban, Lot-et-Garonne megyében. Lakosainak száma 732 fő (2022. január 1.). Francescas Ligardes, Fieux, Lasserre, Moncrabeau és Nomdieu községekkel határos.

## Népesség
A település népességének változása:
| Lakosok száma | 589  | 601  | 625  | 725  | 722  | 745  | 747  | 737  | 738  | 732  |
|               | 1968 | 1982 | 1990 | 2006 | 2013 | 2015 | 2017 | 2019 | 2020 | 2022 |